# Pjotr Doebrov
Pjotr Valerjevitsj Doebrov (Russisch: Пётр Валерьевич Дубров) (Chabarovsk, 30 januari 1978) is een Russisch ruimtevaarder. In 2021 nam hij voor het eerst deel aan een missie naar het Internationaal ruimtestation ISS.
Op 8 oktober 2012 werd Doebrov geselecteerd door de Russische ruimtevaartorganisatie Roskosmos om te trainen als astronaut. Hij begon zijn training met zeven andere op 29 oktober bij het Kosmonautentrainingscentrum Joeri Gagarin. Hij voltooide zijn training in juli 2014. In 2020 maakte hij deel uit van de reservebemanning voor Sojoez MS-17.
Doebrov zijn eerste ruimtevlucht Sojoez MS-18 begon in april 2021. Hij bleef 355 dagen aan boord van het Internationaal ruimtestation ISS voor ISS-Expeditie 65 en ISS-Expeditie 66 en keerde op 30 maart 2022 terug naar de aarde.